# South McLean (Dakota del Norte)
South McLean es un territorio no organizado ubicado en el condado de McLean en el estado estadounidense de Dakota del Norte. En el Censo de 2010 tenía una población de 700 habitantes y una densidad poblacional de 0,72 personas por km².

## Geografía
South McLean se encuentra ubicado en las coordenadas 47°20′5″N 100°56′22″O / 47.33472, -100.93944. Según la Oficina del Censo de los Estados Unidos, South McLean tiene una superficie total de 976.43 km², de la cual 959.8 km² corresponden a tierra firme y (1.7%) 16.63 km² es agua.

## Demografía
Según el censo de 2010, había 700 personas residiendo en South McLean. La densidad de población era de 0,72 hab./km². De los 700 habitantes, South McLean estaba compuesto por el 98.57% blancos, el 0.14% eran afroamericanos, el 0.14% eran amerindios, el 0% eran asiáticos, el 0% eran isleños del Pacífico, el 0.43% eran de otras razas y el 0.71% pertenecían a dos o más razas. Del total de la población el 0.71% eran hispanos o latinos de cualquier raza.